# Pamplona (Spanje)
Pamplona (Spaans) of Iruña (Baskisch; Iruñea volgens Euskaltzaindia, de Koninklijke Academie van de Baskische Taal) is de hoofdstad van de Spaanse regio Navarra. De stad is aan de rivier de Arga gelegen en telt circa 194.000 inwoners.
De stad is vooral bekend door de jaarlijkse stierenrennen tijdens de San Fermínfeesten, ter ere van San Firmín die de co-patroonheilige van de stad is. Deze feesten spelen zich af tussen 6 en 14 juli.

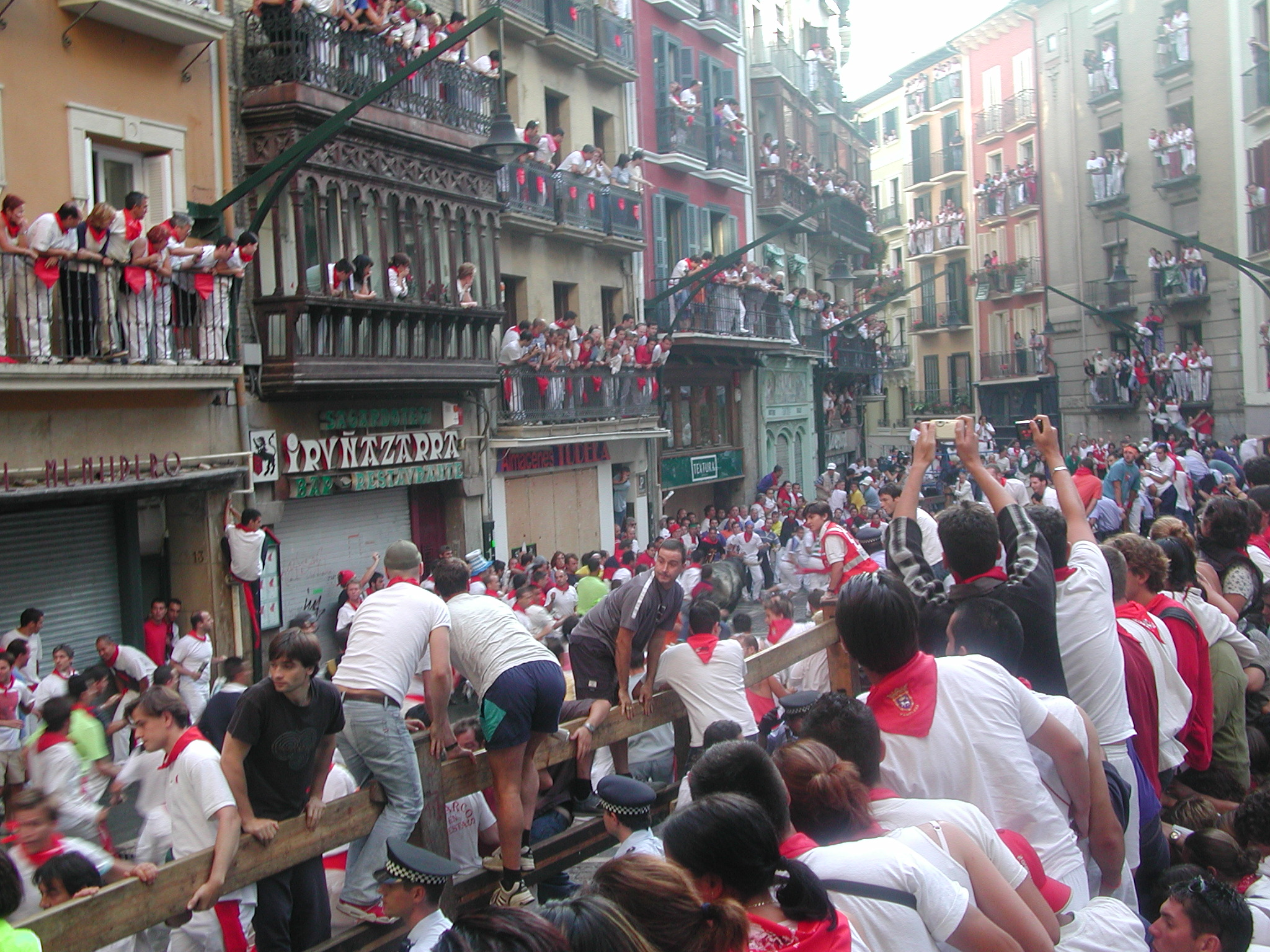
Stierenrennen in Pamplona

## Geschiedenis
De stad Pamplona, die door de Romeinen is gesticht, was in de middeleeuwen de hoofdstad van een rijk dat zich uitstrekte tot ver voorbij de Pyreneeën. Oorspronkelijk werd er Baskisch gesproken. Daarna heeft de stad eeuwenlang de invloed van Frankrijk ondergaan. In de 16e eeuw werd Pamplona, net als het grootste deel van het koninkrijk Navarra, ingelijfd bij Spanje.
De stad heeft een vriendschapsband met Yamaguchi in Japan sinds februari 1980.

## Bezienswaardigheden
- De gotische kathedraal La Catedral Basílica de Santa María la Real
- Het Palacio de Navarra
- De middeleeuwse kerk Iglesia de San Saturnino
- Het barokke stadhuis (el ayuntamiento) van 1752
- Het Museo de Navarra
- De 16e-eeuwse Citadel
- De oude stadsmuren met Redin-Bastion als magnifiek uitzichtpunt
- Het Museo de Educación Ambiental San Pedro, gewijd aan het milieu
- Casa Consistorial (gemeentehuis)
- Het Museo Universidad de Navarra

## Sport
CA Osasuna is de professionele voetbalclub van Pamplona en speelt in het Estadio El Sadar. De club speelt al meerdere seizoenen op het hoogste Spaanse niveau, de Primera División.
Pamplona was één keer aankomstplaats van een etappe in de wielerkoers Ronde van Frankrijk. De Zwitser Laurent Dufaux won er in 1996 de zeventiende etappe.

## Demografische ontwikkeling
Bron: INE; 1857-2011: volkstellingen
Opm: Bevolkingscijfers in duizendtallen

## Geboren
- Pablo de Sarasate (1844-1908), violist en componist
- Sabicas (1912-1990), flamencogitarist
- Ion Andoni Goikoetxea (1965), voetballer
- Álex Pina (1967),  televisieproducent, scenarioschrijver en regisseur
- Najwa Nimri (1972), actrice en zangeres
- David Latasa (1974), wielrenner
- Patxi Puñal (1975), voetballer
- Manuel Almunia (1977), voetballer
- Asier Peña Iturria (1977), langebaanschaatser
- Xabier Zandio (1977), wielrenner
- Raquel Andueza (1978), zangeres
- Juan José Oroz (1980), wielrenner
- Angelo Kelly (1981), muzikant en zanger
- Imanol Erviti (1983), wielrenner
- Miguel Flaño (1984), voetballer
- Raúl García (1986), voetballer
- Nacho Monreal (1986), voetballer
- César Azpilicueta (1989), voetballer
- Enrique Sanz (1989), wielrenner
- Javi Ros (1990), voetballer
- Javier Eraso (1990), voetballer
- Iker Muniain (1992), voetballer
- Sergio Rodríguez (1992), wielrenner
- David García (1994), voetballer
- Álex Berenguer (1995), voetballer
- Mikel Merino (1996), voetballer
- Amaia Romero (1999), zangeres
- Oihan Sancet (2000), voetballer
- Nico Williams (2002), voetballer
- Ibai Azanza (2004), wielrenner